# Stereo (pel·lícula de 2014)
Stereo és un thriller alemany del 2014 dirigit per Maximilian Erlenwein. La pel·lícula es va estrenar a la secció Panorama del 64è Festival Internacional de Cinema de Berlín. El 5 de juliol de 2014 es va presentar la pel·lícula al Festival de Cinema Veus Independents de Vologda. L'estrena nord-americana es va celebrar al Festival Internacional de Cinema Fantasia de Mont-real el 31 de juliol de 2014. Stereo va inaugurar el Festival Internacional de Cinema Fantàstic de Puchon de Corea del Sud 2014. Fou mostrada a la secció "Sang Neuf" al Festival de Cinema de Beaune de 2014 i al Programa de Competició Internacional del Festival Internacional de Cinema d'Odesa.
Stereo va ser una de les quinze pel·lícules potencials a ser considerades candidates d'Alemanya als Premis Oscar de 2015 com a Millor pel·lícula en llengua estrangera, però no va ser seleccionada.

## Repartiment
- Jürgen Vogel com a Erik
- Moritz Bleibtreu com a Henry
- Petra Schmidt-Schaller com a Julia
- Georg Friedrich com a Keitel
- Rainer Bock com a Wolfgang
- Mark Zak com a Gaspar
- Helene Schönfelder com a Helena
- Fabian Hinrichs com a metge
- Jürgen Holtz com a homes esperits